# Toples
Toples (eng. toplessness, skraćeno topless) ili gologrudost je izraz koji označava djelomičnu nagost čija je karakteristika nepokrivenost gornje polovice tijela odjećom. U užem, i češćem smislu pod time se podrazumijeva isključivo nepokrivenost dojki i bradavica.
Gotovo uvijek se primjenjuje na takve situacije u javnosti, odnosno za žene koje pokazuju svoje gole grudi se govori da su "u toplesu". Izraz "toples" može označavati i lokacije gdje se očekuje da će žene biti tako razodjevene, bilo kao dio posla (toples bar) bilo u svrhu vlastite rekreacije (toples plaža).